# العلاقات الأرمنية الآشورية
تعود تاريخ العلاقات الأرمنيَّة والآشوريَّة إلى أوائل القرون الألف قبل الميلاد. الحدود الجنوبية الكبرى لأرمينيا التاريخية، والتي تغطي مساحة حوالي 350,000 كم مربع، تقاسم الحدود مع مواطن الآشوريين التاريخية. يشترك كل الأرمن والآشوريين في العديد من العناصر الثقافية والدينية والاجتماعية، إذ كان كل من الأرمن والآشوريين من الشعوب الأولى التي اعتنقت المسيحية في العالم. يعتبر الأرمن والآشوريين من العرقيات الدينيَّة المسيحية. اليوم، يعيش بضعة آلاف من الأرمن في المواطن التقليديَّة للآشوريين، ويعيش حوالي ثلاثة آلاف آشوري في أرمينيا.

## تاريخ
تعود العلاقات المتبادلة والتفاعلات بين الآشوريين والأرمن إلى قرون عديدة، سواء في مرحلة ما قبل المسيحية ومرحلة ما بعد المسيحية.
اليوم، يعيش عدة آلاف من الأرمن في قرى ومدن سوريا، والعراق وإيران والتي لديها سكان من الآشوريين كذلك، ولكن عددهم قد انخفض بشكل كبير بعد الحرب العراقية في عام 2003 والأزمة السورية التي بدأت في عام 2011 حيث أن معظمهم هاجروا إلى أرمينيا بعد ان منحت الحكومة الأرمينية الجنسية الأرمنية لهم. هاجر بعض الآشوريين في سوريا والعراق أيضًا إلى السويد وأستراليا قانونيًا هربًا من الحرب العراقية والأزمة السورية. وهناك أيضا ثلاثة آلاف الآشوريين الذين يعيشون في جمهورية أرمينيا. بعد حصول أرمينيا على استقلالها في عام 1991 والتي بدأت في قيادة البلاد نحو الانضمام إلى الاتحاد الأوروبي، وبعد انهيار الأنظمة العلمانية في الدول العربية واستبدالها بحكومات إسلامية، قام عدد من الآشوريين في الهجرة إلى أرمينيا. وعلى الرغم من الانخفاض في أعداد الآشوريين الذين يعيشون في أرمينيا الا أنه لديهم حقوق كاملة المواطنة مقارنة في الدول الإسلامية.

## الإبادة الجماعية
تعرض كل من الأرمن والآشوريين على حد سواء لإبادة جماعية داخل الدولة العثمانية. ارتكبت جرائم الإبادة الجماعية ضد معظمهم من السكان المسيحيين في الدولة العثمانية، مجموعات عرقية مسيحية أخرى تم مهاجمتها وقتلها من قبل الحكومة العثمانية اليونانيين وغيرهم، يرى عدد من الباحثين ان هذه الأحداث، تعتبر جزء من نفس سياسية الإبادة التي انتهجتها الدولة العثمانية ضد الطوائف المسيحية.